# Lions de Prague
Stade
Maillots
Champion 
Czech Bowl : 1998, 2004, 2005, 2006, 2019, 2022.
Saison en cours
Les Lions de Prague (en anglais Prague Lions) sont une franchise tchèque de football américain créée en 1991, basée à Prague en Tchéquie et qui évolue dans l'European League of Football depuis la saison 2023.

## Histoire
L'équipe a été fondée en 1991 et est la plus ancien club de football américain de la Tchéquie. Elle a remporté six Czech Bowls, le dernier étant celui de 2022.
L'entrée de la nouvelle franchise dans la ligue professionnelle European League of Football est annoncée le 23 septembre 2022.

## Palmarès
- Championnat de Tchéquie (Czech Bowl)[5] :
  - Vainqueurs (6) : 1998, 2004, 2005, 2006, 2019, 2022.
  - Finaliste (11) : 1995, 1999, 2000, 2003, 2007, 2008, 2009, 2010, 2013, 2016, 2021.

## Saison par saison
Données indisponibles pour les saisons 1991 à 1994, 1996, 1997, 2001, 2002 et partielles pour 1995, de 1998 à 2000, de 2003 à 2008 et 2015
| Saison | Saison régulière                                                       | Saison régulière                                                       | Saison régulière                                                       | Saison régulière                                                       | Saison régulière                                                       | Saison régulière                                                       | Saison régulière                                                       | Saison régulière                                                       | Phase finale |
| ------ | ---------------------------------------------------------------------- | ---------------------------------------------------------------------- | ---------------------------------------------------------------------- | ---------------------------------------------------------------------- | ---------------------------------------------------------------------- | ---------------------------------------------------------------------- | ---------------------------------------------------------------------- | ---------------------------------------------------------------------- | --- |
| Saison | Nb                                                                     | V                                                                      | D                                                                      | N                                                                      | %                                                                      | +                                                                      | -                                                                      | Classement                                                             | Phase finale |
| 1994   | 6                                                                      | 3                                                                      | 3                                                                      | 0                                                                      | 50,0                                                                   | 106                                                                    | 134                                                                    | 3e                                                                     | Pas de phase finale, championnat à 4 équipes                                                                                           |
| 1995   | ?                                                                      | ?                                                                      | ?                                                                      | ?                                                                      | ?                                                                      | ?                                                                      | ?                                                                      | 2e                                                                     | Défaite 22-52 au Czech Bowl II contre les Panthers de Prague, championnat à 4 équipes                                                  |
| 1996   | ?                                                                      | ?                                                                      | ?                                                                      | ?                                                                      | ?                                                                      | ?                                                                      | ?                                                                      | 4e                                                                     | -- |
| 1997   | ?                                                                      | ?                                                                      | ?                                                                      | ?                                                                      | ?                                                                      | ?                                                                      | ?                                                                      | 3e                                                                     | -- |
| 1998   | ?                                                                      | ?                                                                      | ?                                                                      | ?                                                                      | ?                                                                      | ?                                                                      | ?                                                                      | ?                                                                      | Victoire 29-8 au Czech Bowl V contre les Panthers de Prague                                                                            |
| 1999   | ?                                                                      | ?                                                                      | ?                                                                      | ?                                                                      | ?                                                                      | ?                                                                      | ?                                                                      | ?                                                                      | Défaite 0-38 au Czech Bowl VI contre les Panthers de Prague                                                                            |
| 2000   | ?                                                                      | ?                                                                      | ?                                                                      | ?                                                                      | ?                                                                      | ?                                                                      | ?                                                                      | ?                                                                      | Défaite 13-15 au Czech Bowl VII contre les Panthers de Prague                                                                          |
| 2001   | ?                                                                      | ?                                                                      | ?                                                                      | ?                                                                      | ?                                                                      | ?                                                                      | ?                                                                      | 3e                                                                     | -- |
| 2002   | ?                                                                      | ?                                                                      | ?                                                                      | ?                                                                      | ?                                                                      | ?                                                                      | ?                                                                      | 3e                                                                     | -- |
| 2003   | ?                                                                      | ?                                                                      | ?                                                                      | ?                                                                      | ?                                                                      | ?                                                                      | ?                                                                      | ?                                                                      | Défaite 14-23 au Czech Bowl X contre les Panthers de Prague                                                                            |
| 2004   | ?                                                                      | ?                                                                      | ?                                                                      | ?                                                                      | ?                                                                      | ?                                                                      | ?                                                                      | ?                                                                      | Victoire 13-3 au Czech Bowl XI contre les Panthers de Prague                                                                           |
| 2005   | ?                                                                      | ?                                                                      | ?                                                                      | ?                                                                      | ?                                                                      | ?                                                                      | ?                                                                      | ?                                                                      | Victoire 24-9 au Czech Bowl XII contre les Panthers de Prague                                                                          |
| 2006   | ?                                                                      | ?                                                                      | ?                                                                      | ?                                                                      | ?                                                                      | ?                                                                      | ?                                                                      | ?                                                                      | Victoire 38-21 Czech Bowl XIII contre les Monarchs de Bratislava                                                                       |
| 2007   | ?                                                                      | ?                                                                      | ?                                                                      | ?                                                                      | ?                                                                      | ?                                                                      | ?                                                                      | ?                                                                      | Défaite 13-28 au Czech Bowl XIV contre les Panthers de Prague                                                                          |
| 2008   | ?                                                                      | ?                                                                      | ?                                                                      | ?                                                                      | ?                                                                      | ?                                                                      | ?                                                                      | ?                                                                      | Défaite 14-24 au Czech Bowl XV contre les Panthers de Prague                                                                           |
| 2009   | 7                                                                      | 6                                                                      | 1                                                                      | 0                                                                      | 85,7                                                                   | 311                                                                    | 65                                                                     | 2e                                                                     | Victoire 24-0 en ½ finale contre les Alligators de Brno Défaite 14-24 au Czech Bowl XVI contre les Panthers de Prague                  |
| 2010   | 6                                                                      | 0                                                                      | 6                                                                      | 0                                                                      | 0,0                                                                    | 37                                                                     | 329                                                                    | 7e                                                                     | -- |
| 2011   | 7                                                                      | 0                                                                      | 7                                                                      | 0                                                                      | 0,0                                                                    | 36                                                                     | 245                                                                    | 6e                                                                     | -- |
| 2012   | 6                                                                      | 6                                                                      | 0                                                                      | 0                                                                      | 100                                                                    | 272                                                                    | 49                                                                     | 1er Conf. 3                                                            | Victoire 40-14 en ¼ de finale contre les Alligators de Brno Défaite 0-41 en ½ finale contre les Black Hawks de Prague                  |
| 2013   | 5                                                                      | 5                                                                      | 0                                                                      | 0                                                                      | 100                                                                    | 195                                                                    | 56                                                                     | 1er Conf. 1                                                            | Victoire 28-14 en ½ finale contre les Alligators de Brno Défaite 14-24 au Czech Bowl XX contre les Black Panthers de Prague            |
| 2014   | 8                                                                      | 4                                                                      | 4                                                                      | 0                                                                      | 50,0                                                                   | 165                                                                    | 202                                                                    | 3e                                                                     | Défaite 21-49 en ½ finale contre les Bobcats de Pribram                                                                                |
| 2015   | ?                                                                      | ?                                                                      | ?                                                                      | ?                                                                      | ?                                                                      | ?                                                                      | ?                                                                      | ?                                                                      | Défaite 21-49 en ½ finale contre les Bobcats de Pribram                                                                                |
| 2016   | 10                                                                     | 10                                                                     | 0                                                                      | 0                                                                      | 100                                                                    | 384                                                                    | 142                                                                    | 1er                                                                    | Défaite 9-10 au Czech Bowl XXIII contre les Black Panthers de Prague                                                                   |
| 2017   | 10                                                                     | 5                                                                      | 5                                                                      | 0                                                                      | 50,0                                                                   | 244                                                                    | 169                                                                    | 3e                                                                     | Défaite 19-27 en ½ finale contre les Steelers d'Ostrava                                                                                |
| 2018   | 10                                                                     | 7                                                                      | 3                                                                      | 0                                                                      | 70,0                                                                   | 323                                                                    | 178                                                                    | 2e                                                                     | Défaite 24-31 en ½ finale contre les Steelers d'Ostrava                                                                                |
| 2019   | 10                                                                     | 9                                                                      | 1                                                                      | 0                                                                      | 90,0                                                                   | 421                                                                    | 198                                                                    | 1er Conf Ouest                                                         | Victoire 42-20 en ½ finale contre les Gladiators de Vysocina Victoire 29-23 au Czech Bowl XXVI contre les Steelers d'Aquaponik Ostrava |
| 2020   | Les Lions ont annulé leur saison à la suite de la pandémie de Covid-19 | Les Lions ont annulé leur saison à la suite de la pandémie de Covid-19 | Les Lions ont annulé leur saison à la suite de la pandémie de Covid-19 | Les Lions ont annulé leur saison à la suite de la pandémie de Covid-19 | Les Lions ont annulé leur saison à la suite de la pandémie de Covid-19 | Les Lions ont annulé leur saison à la suite de la pandémie de Covid-19 | Les Lions ont annulé leur saison à la suite de la pandémie de Covid-19 | Les Lions ont annulé leur saison à la suite de la pandémie de Covid-19 | Les Lions ont annulé leur saison à la suite de la pandémie de Covid-19                                                                 |
| 2021   | 6                                                                      | 5                                                                      | 1                                                                      | 0                                                                      | 83,3                                                                   | 248                                                                    | 84                                                                     | 1er                                                                    | Défaite 0-23 au Czech Bowl XXVI contre les Gladiators de Vysočina                                                                      |
| 2022   | 8                                                                      | 8                                                                      | 0                                                                      | 0                                                                      | 100                                                                    | 383                                                                    | 117                                                                    | 1er                                                                    | Victoire 59-6 en ½ finale contre les Mammoths de Prerov Victoire 35-29 au Czech Bowl XXIX contre les Gladiators de Vysočina            |

| Saison | Saison régulière | Saison régulière | Saison régulière | Saison régulière | Saison régulière | Saison régulière | Saison régulière | Saison régulière | Saison régulière  | Phase finale             |
| ------ | ---------------- | ---------------- | ---------------- | ---------------- | ---------------- | ---------------- | ---------------- | ---------------- | ----------------- | ------------------------ |
| Saison | Nb               | V                | D                | N                | %                | +                | -                | ≠                | Classement        | Phase finale             |
| 2023   | 12               | 1                | 11               | 0                | 8,3              | 155              | 441              | -286             | 6e conférence est | Non qualifié             |
| 2024   | Saison en cours  | Saison en cours  | Saison en cours  | Saison en cours  | Saison en cours  | Saison en cours  | Saison en cours  | Saison en cours  | Saison en cours   | Saison en cours          |
| Totaux | 12               | 1                | 11               | 0                | 8,3              | 155              | 441              | -286             | -                 | 0 participation, 0 titre |